# تافدا
تافدا (بالروسية: Тавда) هي إحدى مدن روسيا في الكيان الفدرالي الروسي سفيردلوفسك أوبلاست، وتقع على نهر تافدا.